# Miguel Rimba
Miguel Ángel Rimba Alvis (Riberalta, Beni, 1 de noviembre de 1967) es un exfutbolista boliviano. Jugaba de defensa y militó en diversos clubes de Bolivia y Argentina. Fue seleccionado boliviano donde jugó 80 partidos y participó en una Copa del Mundo (la de 1994 en Estados Unidos, (donde su selección quedó eliminada en primera fase) y 6 ediciones de la Copa América (la de 1989 en Brasil, la de 1991 en Chile, la de 1993 en Ecuador, la de 1995 en Uruguay, la de 1997 en su país donde fue subcampeón y la de 1999 en Paraguay).
Ha sido internacional con la Selección boliviana en un periodo comprendido entre 1986 y 2001. En ese lapso jugó 80 partidos oficiales y marcó 1 gol.

## Trayectoria
En 1988 llegó para jugar en Universidad que participaba en la Primera A de la Asociación del Fútbol de Santa Cruz, luego de que asistiera a un nacional juvenil, representando a Beni, en el que se destacó como el mejor jugador.
En el equipo ‘docto’ sólo estuvo un año, fue la revelación del torneo y convocado por el profesor Carlos Habbegger a la selección mayor sin haber jugado ningún partido en la Liga Profesional. El 12 de enero de 1989 lo compró Bolívar de la ciudad de La Paz, equipo en el que se consagraría a lo largo de diez años.
De su paso por la ‘Academia’ paceña recuerda a muchos jugadores, entre los que nombra a Angeletti, Ferrufino, Urruti, Coki Hirano, Sánchez, Etcheverry, Carlos Civarelli, Vladimir Soria, Platiní Sánchez, Jaime Moreno, Mauricio Ramos, Carlos Borja y Cristaldo, entre muchos otros grandes futbolistas.
Esa temporada (1989), a la par de que salió campeón boliviano con el equipo celeste, Rimba fue premiado como el jugador revelación. Todos los años que pasó en el club celeste también vistió la casaca nacional. “Bolívar era un poderoso equipo, base de la selección y casi todos los jugadores, hasta los suplentes, eran convocados”, recuerda Rimba.
Tiene en su historial nueve copas Libertadores, siete participaciones como campeón y dos como subcampeón. Con la selección nacional jugó 73 partidos, teniendo en su haber seis copas América y varias eliminatorias, habiendo clasificado para el Mundial de Estados Unidos 1994. Participó en un partido benéfico en Italia en el Resto del Mundo que enfrentó al Milan.
En 1998 jugó seis meses en Atlético Tucumán de Argentina, luego retornó al país a Oriente Petrolero donde jugó dos años, de ahí pasó a Real Santa Cruz y terminó jugando en Aurora de Cochabamba, club con el que ascendió a la Liga.

## Selección nacional
Fue seleccionado boliviano donde jugó 80 partidos y participó en una Copa del Mundo (la de 1994 en Estados Unidos, (donde su selección quedó eliminada en primera fase) y 6 ediciones de la Copa América (la de 1989 en Brasil, la de 1991 en Chile, la de 1993 en Ecuador, la de 1995 en Uruguay, la de 1997 en su país donde fue subcampeón y la de 1999 en Paraguay).

### Participaciones enCopas del Mundo
| Mundial                        | Sede           | Resultado      | PJ | Goles |
| ------------------------------ | -------------- | -------------- | -- | ----- |
| Copa Mundial de Fútbol de 1994 | Estados Unidos | Fase de grupos | 3  | 0     |

### Participación enCopas América
| Torneo                 | Sede                   | Resultado              | PJ                           | Goles |
| ---------------------- | ---------------------- | ---------------------- | ---------------------------- | ----- |
| Copa América 1989      | Brasil                 | Fase de grupos         | 2                            | 0     |
| Copa América 1991      | Chile                  | Fase de grupos         | 4                            | 0     |
| Copa América 1993      | Ecuador                | Fase de grupos         | 2                            | 0     |
| Copa América 1995      | Uruguay                | Cuartos de final       | 4                            | 0     |
| Copa América 1997      | Bolivia                | Subcampeón             | 3                            | 0     |
| Copa América 1999      | Paraguay               | Fase de grupos         | 0 (3 partidos como suplente) | 0     |
| Total en Copas América | Total en Copas América | Total en Copas América | 15                           | 0     |

### Participaciones enEliminatorias al Mundial
| Eliminatoria                                | Sede                   | Posición               | Resultado              | PJ | Goles |
| ------------------------------------------- | ---------------------- | ---------------------- | ---------------------- | -- | ----- |
| Eliminatorias Mundial de USA 1994           | Estados Unidos         | 2°lugar 11pts Grupo B  | Clasificado            | 7  | 0     |
| Eliminatorias Mundial de Francia 1998       | Francia                | 8°lugar 17pts          | Eliminado              | 9  | 0     |
| Eliminatorias Mundial de Corea y Japón 2002 | Corea del Sur y Japón  | 7°lugar 18pts          | Eliminado              | 4  | 0     |
| Total en Eliminatorias                      | Total en Eliminatorias | Total en Eliminatorias | Total en Eliminatorias | 20 | 0     |

## Clubes
| Club              | País      | Año       |
| ----------------- | --------- | --------- |
| Bolívar           | Bolivia   | 1985-1998 |
| Atlético Tucumán  | Argentina | 1998-1999 |
| Oriente Petrolero | Bolivia   | 1999-2000 |
| Real Santa Cruz   | Bolivia   | 2001-2002 |
| Aurora            | Bolivia   | 2003      |

## Palmarés

### Títulos nacionales
| Título             | Club    | País    | Año  |
| ------------------ | ------- | ------- | ---- |
| Primera División   | Bolívar | Bolivia | 1985 |
| Primera División   | Bolívar | Bolivia | 1987 |
| Primera División   | Bolívar | Bolivia | 1988 |
| Primera División   | Bolívar | Bolivia | 1991 |
| Primera División   | Bolívar | Bolivia | 1992 |
| Primera División   | Bolívar | Bolivia | 1994 |
| Primera División   | Bolívar | Bolivia | 1996 |
| Primera División   | Bolívar | Bolivia | 1997 |
| Copa Simón Bolívar | Aurora  | Bolivia | 2002 |